# Serianus salomonensis
Espèce
Serianus salomonensis est une espèce de pseudoscorpions de la famille des Garypinidae.

## Distribution
Cette espèce est endémique de Guadalcanal aux Salomon. Elle se rencontre vers Kukum.

## Description
Le mâle holotype mesure 1,3 mm.

## Étymologie
Son nom d'espèce, composé de salomon et du suffixe latin -ensis, « qui vit dans, qui habite », lui a été donné en référence au lieu de sa découverte, les Îles Salomon.

## Publication originale
- Beier, 1966 : Die Pseudoscorpioniden der Salomon-Inseln. Annalen des Naturhistorischen Museums in Wien, vol. 69, p. 133-159 (texte intégral).